# Gomphodesmus asperulus
Gomphodesmus asperulus är en mångfotingart som beskrevs av Carl Graf Attems 1937. Gomphodesmus asperulus ingår i släktet Gomphodesmus och familjen Gomphodesmidae. Inga underarter finns listade i Catalogue of Life.